# East Drive
East Drive ist ein Powertrio bzw. Gitarrentrio, dessen Repertoire eine Mischung aus Modern Jazz und Fusion ist. 

## Bandmitglieder
- Vitaliy Zolotov (Gitarre) wuchs in der Ukraine auf und kam zum Musikstudium nach Deutschland. Hier spielte er u. a. mit Dee Dee Bridgewater, Sara Gazarek und Triosence. Beim 42. Montreux Jazz Festival war er Gewinner des Publikumspreises der Palmares Gibson Montreux Jazz Guitar Competition.
- Philipp Bardenberg (Bass) ist ein Grenzgänger zwischen den Genres: einerseits in der Jazz- und Worldmusic beheimatet, war er auch mit zahlreichen Popacts auf Tournee oder im Studio. Er spielte u. a. mit Sivan Perver, Xero Abbas, Arve Henriksen und Clueso.
- Bodek Janke (Schlagzeug, Perkussion, Tabla) wird von der internationalen Presse seit Jahren als „feinsinnig“, „durchweg unverwechselbar“ und als „Meister der vielen Dialekte“ gefeiert. Nach seinem sechsjährigen Aufenthalt und einem Master-Studium in New York City spielte er u. a. mit Gilad Hekselman, der WDR Bigband, der NDR Bigband und Aynur Dogan. 2008 wurde er mit dem Jazzpreis Baden-Württemberg, 2010 mit dem Solistenpreis des Neuen Deutschen Jazzpreis ausgezeichnet und gewann bei der International Bucharest Jazz Competition.

## Konzerte & Gastmusiker
East Drive spielt regelmäßig auf namhaften Festivals und in renommierten Jazzclubs, hauptsächlich in Deutschland. Das Trio lud bisher prominente Gastmusiker der deutschen Jazzszene ein, wie zum Beispiel den Jazzpianist Pablo Held, die Sängerin und Pianistin Olivia Trummer, den Pianisten Kristjan Randalu aus Estland oder den in New York City lebenden Jazzpianist Vadim Neselovskyi. Außerdem verbindet die Band eine langjährige Freundschaft zu der ukrainischen Sängerin Tamara Lukasheva, die als regelmäßiger Gast auf zwei Alben und in vielen Konzerten zu hören ist. 2017 spielte East Drive gemeinsam mit dem Saxofonisten Bill Evans ein Konzert auf der ersten Ausgabe des Jazzfestivals Jazzia während der Expo 2017 in Astana. Genreübergreifende Ideen treffen bei East Drive auf offene Ohren; so spielte das Trio mehrere Konzerte mit Mr. Shirazy, der mit seinem selbstgebauten Instrument elektronische Loops, Grooves und Melodien mit Traditionellem und Bekanntem verbindet.

## Diskographie
Das Trio East Drive hat seit seinem Bestehen vier Studioalben und eine EP veröffentlicht.
- Folksongs feat. Olivia Trummer (Neuklang, 2011 / CD)
- Folksongs 2 (Neuklang, 2013 / CD, mit Olivia Trummer & Tamara Lukasheva)
- Studio Konzert feat. Vadim Neselovskyi – live in den Bauer Studios (Neuklang, 2013 / Vinyl)
- Savka i Griška feat. Tamara Lukasheva (Dreyer Gaido Musikproduktionen, 2016 / CD, sowie mit Alexej Malakhau, Clemens Orth, Teemu Myöhänen, Zuzana Leharová, Axel Lindner, Radek Stawarz, Elisabeth Coudoux)